# 西埔新居
西埔新居是一座位於中華人民共和國深圳市龍崗區的客家圍屋，李氏家族於以西埔新村的李氏宗祠為中心，規劃格局，族人陸續建立99間房屋，於1928年正式修建外牆形成方形圍屋。